# オット・マリング
オット・ヴァルデマル・マリング（Otto Valdemar Malling, 1848年6月1日 – 1915年10月5日）はデンマークの作曲家・オルガニスト。デンマーク人で最初に管弦楽法の教則本を執筆した。

## 経歴
コペンハーゲンに生まれ、ニルス・ゲーゼとJ・P・E・ハートマンに師事。コペンハーゲンで教会オルガニストとして自活する傍ら、1874年にコペンハーゲン演奏協会のを設立するにあたっては、共同設立者ならびに第2指揮者となった。1889年に王立デンマーク音楽院の教授に、1909年より院長に就任。そして、1900年よりコペンハーゲン大聖堂のオルガニストを勤めた。
楽譜の校訂者も務め、楽譜出版社 Samfundet til udgivelse af dansk Musik のために、ハートマンやゲーゼ、クリスティアン・ユリウス・ハンセンらの作品のピアノ・スコアやボーカル・スコアを作成した。

## 作曲作品について
オルガン作品によって国外での名声を勝ち得たが、死後間もなく音楽の趣味の変化のために、祖国ですら忘れ去られるに至った。いくつかの演奏会用作品が録音されたのは、20世紀後半になってからである。
後にオルガン曲と声楽曲の作曲に専念したが、《ヴァイオリンと管弦楽のための幻想曲ヘ長調》作品20、ロベルト・シューマン風の《ピアノ三重奏曲イ長調》作品36（1889年）、ブラームス風の《ピアノ協奏曲ハ短調》作品43（1890年）がある。これらはめったに上演されないし録音されない。その他の大作に、《交響曲ニ短調》作品17（1887年以前に出版）、カンタータ《聖なる土地（Det hellige Land）》作品46、《弦楽八重奏曲》作品50（1907年もしくはそれ以前に出版）がある。

## 参考書籍
- Records International listing for a Malling Recording
- Samfundet: Otto Malling